# 聖佩德羅 (米西奧內斯省)
26°37′45″S 54°06′48″W / 26.62917°S 54.11333°W

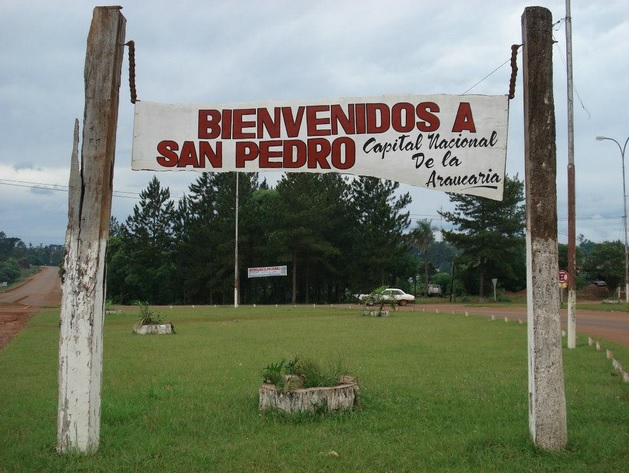
聖佩德羅

聖佩德羅（西班牙語：San Pedro），是阿根廷的城鎮，位於該國東北部米西奧內斯省，是聖佩德羅縣的首府，面積3,426平方公里，海拔高度548米，2001年人口8,605，人口密度每平方公里7人。